# Paid My Dues
Paid My Dues è un brano musicale della cantautrice statunitense Anastacia pubblicato nel 2001 come primo singolo estratto dal suo secondo album Freak of Nature. Scritto da Anastacia, Greg Lawson, Damon Sharpe e LaMenga Kafi.
La canzone viene utilizzata per sei mesi nella campagna pubblicitaria del 2001 per la Omnitel, oggi Vodafone Italia.

## Descrizione

### Antefatti
Dopo il successo planetario del primo album Not That Kind, Anastacia affronta anche gli aspetti negativi di un successo che fino ad allora non era mai stato raggiunto da nessun artista esordiente. Decide di prendersi una rivincita e pensa ad un testo in grado di sbeffeggiare tutti coloro che per anni hanno tentato di stravolgere il suo modo di essere.
In questo periodo di transizione e incredulità, deve far fronte a molte sfide lavorative e personali:
Mette fine alla sua relazione di otto anni con l'attore statunitense Shawn Woods dopo averlo colto in flagrante con un'altra donna. Solo successivamente scopre di essere stata tradita ripetutamente dall'uomo, che dichiara di non essere riuscito a gestire il successo della ormai ex compagna.
Durante una serata di tempo libero tra la scrittura del brano, esce per svagarsi ed entra in un pub di Los Angeles. Dopo poco, si trova nel mezzo di un litigio tra un gruppo di persone e viene involontariamente colpita da un pugno che centra la sua guancia destra. Cade a terra priva di sensi, si risveglia con gli occhiali da vista rotti, la guancia dolorante e un forte mal di testa. L'episodio la ispira a scrivere la prima strofa del brano, che contrariamente a quanto ipotizzato dai critici, non è una metafora.

### Composizione
Scritta nella tonalità di Do#m con un tempo di 97 battiti per minuto, la strumentazione di Paid My Dues è composta da una prorompente base di tastiere, chitarre, batteria e basso. Viene considerato uno dei brani più riconoscibili di sempre grazie all'insolita introduzione di tastiere che gli conferisce un tono deciso e indelebile. Il giro di accordi nelle strofe è Do#m–Si–La–Si–Do#m mentre nell'inciso diventa Re#m–Mi–Fa#–Do#m. La voce di Anastacia fa viaggiare veloci le parole, nella prima parte dell'inciso lascia finire le frasi al coro e nella seconda si uniscono in un crescendo. Nel terzo giro dell'inciso l'artista alza il tono e si destreggia in alte note che mettono in risalto le sue doti canore.

### Temi trattati
Il testo è un racconto di forza ed indipendenza che descrive la difficile ascesa dell'artista nel business, che tramite un'innata resilienza, giunge a livelli mai immaginati dall'artista stessa. Una critica mirata ai potenti dell'industria musicale che hanno tentato di conformarla alle loro etichette. Sottolinea che quelle caratteristiche, ora, sono proprio quelle che il pubblico apprezza.
(Paid My Dues)
Un brano volto ad incoraggiare l'individuo alla determinazione nel raggiungimento dei propri obiettivi cercando dei punti di forza nelle proprie diversità. Sottolinea l'importanza della resistenza di fronte le avversità e della fiducia verso se stessi.
Il successo dell'artista è la somma di quella che chiama una faticosa scalata da dove, ora, guarda dall'alto i suoi detrattori.
Attraverso il suo tono audace e provocatorio, Anastacia prepara il terreno per un viaggio di auto-potenziamento e determinazione.
Il testo ispira e dà potere agli ascoltatori attraverso le esperienze personali dell'artista. L'impatto della canzone risiede nel suo messaggio universale di resilienza e forza interiore, che risuona con chiunque abbia affrontato sfide o battute d'arresto nella propria vita. Condividendo la sua storia di perseveranza, Anastacia si collega al suo pubblico a livello personale, incoraggiandolo a rimanere forte di fronte alle avversità.
(Paid My Dues)
Paid My Dues è un potente inno di resilienza e empowerment. La canzone non solo mette in mostra la forza e la determinazione della cantante, ma funge anche da fonte di ispirazione per gli ascoltatori che affrontano le proprie lotte. Attraverso i suoi testi audaci e il tono provocatorio, il brano si erge a testimonianza della capacità dello spirito umano di superare gli ostacoli e di emergerne più forti di prima.

## Accoglienza
Il singolo viene pubblicato il 12 novembre 2001 e diventa sin da subito un successo commerciale. Scala le classifiche di tutto il mondo e viene accolto positivamente dalla critica internazionale.
Jose F. Promis di AllMusic descrive il brano: 'Spacca, è pieno di sentimento, pomposo, un enorme successo'. Sal Cinquemani dello Slant Magazine scrive:'Il suo atteggiamento tenace in canzoni come "Paid My Dues" scolpisce una nicchia unica per la cantante'.
Caroline Sullivan del The Guardian descrive il brano talmente potente da esserne travolti.
A distanza di decenni viene considerato uno dei brani più amati nella storia della musica.

## Video musicale
Diretto da Liz Friedlander, il video di Paid My Dues è stato girato a Los Angeles, California.

### Sinossi
Il video comincia con un'inquadratura che fa percorrere in prima persona l'interno di una presa elettrica per poi uscire e seguire un cavo elettrico che culmina dando elettricità a tre portali virtuali dove è proiettata l'artista mentre inizia a cantare.
Nella scena successiva Anastacia si trova in una camera da letto mentre prepara la sua valigia per andarsene, la narrazione fa sottintendere che stia radunando le sue cose dopo l'ennesimo rifiuto dei discografici. Con un gesto di stizza, lancia il bagaglio attraverso il portale virtuale e atterra nella realtà che sta vivendo in quel momento, dove lei stessa si palesa nelle sue vesti di artista affermata.
Continua a cantare e il portale alle sue spalle proietta degli uomini intenti ad ammirarla lottando per vederla meglio. Tuttavia nella scena successiva, viene ripercorso un flashback. Anastacia si trova in una stanza con quegli stessi uomini, ma fa fatica a muoversi fra di loro, risulta quasi essere trasparente ai loro occhi.
Nella scena successiva l'artista si trova in una discoteca piena di persone che ballano, bevono e parlano tra di loro. La sua destinazione è il palco di quel locale. Inizia a farsi strada fra la folla e spesso si trova a dover schivare persone che non la notano, l'ascesa è difficile e amplifica la metafora precedente. Il cammino dura 42 secondi del video e culmina nel raggiungimento della meta. L'artista sale sul palco con band e coriste ed insieme terminano il brano. I tre portali finiscono di proiettare l'esibizione ed Anastacia stacca la spina elettrica.

## Tracce
UK CD single
1. "Paid My Dues" – 3:20
2. "Paid My Dues" (The S-Man's Darkstar Mix) – 5:35
3. "I Dreamed You" – 5:08

European CD single
1. "Paid My Dues" – 3:20
2. "Funk Medley" (Live from Amsterdam) ("Sexy Mother Fucker", "Underdog", "Play That Funky Music") – 7:30

European CD maxi single
1. "Paid My Dues" – 3:20
2. "Paid My Dues" (The S-Man's Darkstar Mix) – 5:25
3. "Paid My Dues" (The S-Man's Darkstar Dub Mix) – 5:23
4. "Funk Medley" (Live from Amsterdam) ("Sexy Mother Fucker", "Underdog", "Play That Funky Music") – 7:30

Australian CD single
1. "Paid My Dues" – 3:20
2. "Paid My Dues" (The S-Man's Darkstar Mix) – 5:25
3. "Paid My Dues" (The S-Man's Darkstar Dub Mix) – 5:23
4. "I Dreamed You" – 5:08
5. "Funk Medley" (Live from Amsterdam) ("Sexy Mother Fucker", "Underdog", "Play That Funky Music") – 7:30

U.S. 12" single
A1. "Paid My Dues" – 3:20
A2. "Paid My Dues" (The S-Man's Darkstar Mix) – 5:25
B1. "Paid My Dues" (The S-Man's Darkstar Dub Mix) – 5:23
B2. "Funk Medley" (Live from Amsterdam) ("Sexy Mother Fucker", "Underdog", "Play That Funky Music") – 7:30
UK 12" promo single
A. "Paid My Dues" (The S-Man's Darkstar Mix) – 5:25
B. "Paid My Dues" – 3:20
UK 12" promo single – Blaze Remixes
A. "Paid My Dues" (Shelter Vocal Mix) – 8:10
B. "Paid My Dues" (Shelter Dub Mix) – 6:08

## Remix Ufficiali
- The S-Man's Darkstar Mix – 5:35
- The S-Man's Darkstar Mix – 5:25
- The S-Man's Darkstar Dub Mix – 5:23
- Blaze Shelter Vocal Mix – 8:10
- Blaze Shelter Dub Mix – 6:08

## Crediti e musicisti
I crediti sono estrapolati dal booklet di Freak of Nature.
Studi
- Registrata ai Cove City Sound Studios (Glen Cove, New York) e ai Sony Music Studios (New York)
- Missata ai Cove City Sound Studios (Glen Cove, New York)

Musicisti
- Anastacia – testo, voce, cori
- Greg Lawson – testo
- Damon Sharpe – testo
- LaMenga Kafi – testo, cori
- Nicki Richards – cori
- Danny Madden – cori
- Eric Kuppler – tastiere, chitarre
- Richie Jones – arrangiamenti, mix engineer, produzione batteria, produzione aggiuntiva
- Ric Wake – arrangiamenti, produzione
- Dave "YOUNG" Scheuer – registrazione
- Thomas R. Yezzi – registrazione (voci)
- Dan Hetzel – mix engineer
- Jim Annunziato – assistente mix engineer
- Marc Russell – basso, coordinatore di produzione

## Classifiche
| Chart (2001/2002) | Massima posizione |
| ----------------- | ----------------- |
| Australia         | 39                |
| Austria           | 3                 |
| Belgio (Flanders) | 6                 |
| Belgio (Wallonia) | 16                |
| Croazia           | 3                 |
| Danimarca         | 1                 |
| Paesi Bassi       | 4                 |
| Europa            | 2                 |
| Finlandia         | 18                |
| Francia           | 10                |
| Germania          | 3                 |
| Grecia            | 6                 |
| Ungheria          | 1                 |
| Italia            | 1                 |
| Nuova Zelanda     | 24                |
| Norvegia          | 1                 |
| Polonia           | 2                 |
| Portogallo        | 1                 |
| Romania           | 3                 |
| Spagna            | 7                 |
| Svezia            | 2                 |
| Svizzera          | 1                 |
| Regno Unito       | 14                |

## Cover
- Nel 2005 il gruppo hard rock tedesco Jaded Heart, pubblica una cover del brano come primo singolo per il loro album Helluva Time.[39]
- Il 2 febbraio 2024 il musicista e cantante svedese Tommy Johansson, pubblica una cover del brano in stile heavy metal.[40][41][42]